# Centralnyj Rynok (stacja metra w Charkowie)
Centralnyj Rynok (ukr. Центральний ринок) – trzecia stacja charkowskiego metra. Nazwa stacji pochodzi od znajdującego się w pobliżu rynku.